# Teinobasis palauensis
Teinobasis palauensis är en trollsländeart som beskrevs av Maurits Anne Lieftinck 1962. Teinobasis palauensis ingår i släktet Teinobasis och familjen dammflicksländor. Inga underarter finns listade i Catalogue of Life.